# Wilhelm Marr
Wilhelm Marr (16. listopadu 1819 Magdeburg - 17. července 1904 Hamburg) byl německý antisemitský a anarchistický novinář, který v roce 1879 založil Antisemitskou ligu a napsal knihu Cesta k vítězství Germánství nad Židovstvím, která představuje novodobý nástup antisemitismu, který vyvrcholil holokaustem za druhé světové války.